# Begonia brevibracteata
Espèce
Begonia brevibracteata est une espèce de plantes de la famille des Begoniaceae.
L'espèce fait partie de la section Augustia.
Elle a été décrite en 1978 par Frances Kristina Kupicha (1947-2013).

## Répartition géographique
Cette espèce est originaire du Malawi.